# 布羅德維尤 (伊利諾伊州)
布羅德維尤（英語：Broadview）是位於美國伊利諾伊州庫克縣的一個村落。

## 地理
布羅德維尤的座標為41°51′34″N 87°51′15″W / 41.85944°N 87.85417°W，而該地最高點為海拔高度190米（即623英尺）。

## 人口
根據2010年美國人口普查的數據，布羅德維尤的面積為4.60平方千米，當中陸地面積為4.60平方千米，而水域面積為0.00平方千米。當地共有人口7,932人，而人口密度為每平方千米1,724人。